# Sumulael
Sumulael (auch Sumu-la-El) regierte von 1880 v. Chr. bis 1845 v. Chr. (gemäß der mittleren Chronologie) als zweiter babylonischer König der 1. Dynastie von Babylonien.
Sumulael war der Nachfolger Sumu-abums und regierte 36 Jahre. Er eroberte Kiš und führte mehrere Kriege gegen Alumbiumu und Jahzir-El von Kazallu.